# Yemen ai Giochi della XXXII Olimpiade
Lo Yemen ha partecipato ai Giochi della XXXII Olimpiade, che si sono svolti a Tokyo, Giappone, dal 23 luglio all'8 agosto 2021 (inizialmente previsti dal 24 luglio al 9 agosto 2020 ma posticipati per la pandemia di COVID-19) con cinque atleti, tre uomini e due donne.
Si è trattato dell'ottava partecipazione di questo paese ai Giochi estivi.

## Delegazione
| Sport            | Uomini | Donne | Totale |
| ---------------- | ------ | ----- | ------ |
| Atletica leggera | 1      | 0     | 1      |
| Judo             | 1      | 0     | 1      |
| Nuoto            | 1      | 1     | 2      |
| Tiro             | 0      | 1     | 1      |
| Totale           | 3      | 2     | 5      |

## Atletica leggera
| Q | Qualificato al turno successivo per la posizione in qualificazione                                                           |
| q | Qualificato per il turno successivo per ripescaggio o, negli eventi su campo, conquistando la misura minima per qualificarsi |

Maschile
Eventi su pista e strada
| Atleta         | Evento      | Batteria  | Batteria  | Semifinale      | Semifinale      | Finale          | Finale          |
| Atleta         | Evento      | Risultato | Posizione | Risultato       | Posizione       | Risultato       | Posizione       |
| -------------- | ----------- | --------- | --------- | --------------- | --------------- | --------------- | --------------- |
| Ahmed Al-Yaari | 400 m piani | 48"53     | 8°        | non qualificato | non qualificato | non qualificato | non qualificato |

## Judo
| Atleta      | Evento | 16-esimi                     | Ottavi               | Quarti               | Semifinali           | Ripescaggio          | Med. bronzo          | Finale               | Posizione       |
| Atleta      | Evento | Avversario Risultato         | Avversario Risultato | Avversario Risultato | Avversario Risultato | Avversario Risultato | Avversario Risultato | Avversario Risultato | Posizione       |
| ----------- | ------ | ---------------------------- | -------------------- | -------------------- | -------------------- | -------------------- | -------------------- | -------------------- | --------------- |
| Ahmed Ayash | -60 kg | A. Gjakova (KOS) P (000-100) | non qualificato      | non qualificato      | non qualificato      | non qualificato      | non qualificato      | non qualificato      | non qualificato |

## Nuoto
| Atleta            | Gara                        | Batterie | Batterie | Semifinali      | Semifinali      | Finale          | Finale          |
| Atleta            | Gara                        | Tempo    | Pos.     | Tempo           | Pos.            | Tempo           | Pos.            |
| ----------------- | --------------------------- | -------- | -------- | --------------- | --------------- | --------------- | --------------- |
| Mokhtar Al-Yamani | 100 m stile libero maschili | 50.52    | 47°      | non qualificato | non qualificato | non qualificato | non qualificato |
| Mokhtar Al-Yamani | 200 m stile libero maschili | 1:49.97  | 36°      | non qualificato | non qualificato | non qualificato | non qualificato |
| Nooran Ba Matraf  | 100 m rana femminili        | 1:27.79  | 42ª      | non qualificata | non qualificata | non qualificata | non qualificata |

## Tiro a segno/volo
| Atleta            | Evento                          | Qualificazione | Qualificazione | Finale          | Finale          |
| Atleta            | Evento                          | Punteggio      | Classifica     | Punteggio       | Classifica      |
| ----------------- | ------------------------------- | -------------- | -------------- | --------------- | --------------- |
| Yasameen Al-Raimi | Pistola 10 metri aria compressa | 551            | 52ª            | non qualificata | non qualificata |